# Großsteingräber bei Lütow
Die Großsteingräber bei Lütow (auch Großsteingräber bei Lütow-Neuendorf oder Großsteingräber bei Netzelkow) waren drei oder vier megalithische Grabanlagen der jungsteinzeitlichen Trichterbecherkultur (TBK) bei Lütow auf der Insel Usedom im Landkreis Vorpommern-Greifswald (Mecklenburg-Vorpommern), von denen heute noch zwei existieren. Diese tragen die Sprockhoff-Nummern 573 und 574. Grab 1 wurde 1936/37 unter der Leitung von Hans Jürgen Eggers ergraben und rekonstruiert. Die Fundgegenstände kamen zunächst nach Stettin und befinden sich heute im Pommerschen Landesmuseum in Greifswald.

## Lage
Grab 1, das östlichste Ganggrab Deutschlands, befindet sich unmittelbar am östlichen Ortsrand von Lütow auf der linken Seite des Fußwegs nach Netzelkow. Die benachbarte Straße „Am Hünengrab“ ist nach ihm benannt. Wenige Meter westlich hiervon, am Rand des heutigen Campingplatzes lag das mittlerweile völlig zerstörte Grab 2. Die Lage von Grab 3 ist unbekannt, möglicherweise war es identisch mit Grab 2. Grab 4 befindet sich 300 m nördlich von Grab 1 direkt am Nordrand eines kleinen Wäldchens.

## Beschreibung

### Die erhaltenen Gräber

#### Grab 1
Bei Anlage 1 handelt es sich um ein Ganggrab vom Typ Holsteiner Kammer. Es besitzt ein leicht trapezförmiges, Nord-Süd orientiertes Hünenbett. Die steinerne Einfassung hat eine Länge von mindestens 17 m und eine Breite von 6 m im Süden bzw. 5 m im Norden. 32 Randsteine sind noch vorhanden. Im Südteil befindet sich die ebenfalls Nord-Süd ausgerichtete Kammer. Sie hat eine Länge von 6,5 m und eine Breite von 2 m. In situ erhalten sind noch je drei Wandsteine an den Langseiten und der nördliche Abschlussstein. Der südliche Abschlussstein, zwei anschließende Tragsteine an der westlichen und ein anschließender an der östlichen Langseite sowie sämtliche Decksteine der Kammer (vermutlich vier) fehlen. Die Zwischenräume zwischen den Wandsteinen waren mit Trockenmauerwerk ausgekleidet. Den Zugang zur Kammer bildet ein Gang zwischen dem fehlenden südlichsten und dem folgenden Wandstein an der östlichen Langseite. Er besteht aus einem Wandsteinpaar und einem Deckstein. Sowohl nach außen als auch nach innen wird der Gang durch zwei hochkant stehende Schwellensteine begrenzt, die ebensolche Seitenverkleidungen aufweisen. 
Zu den Fundstücken aus dem Grab gehören 20 Keramikgefäße, 11 Feuerstein-Beile, 10 Feuerstein-Meißel, 110 Feuerstein-Klingen sowie Schmuckstücke aus Bernstein.

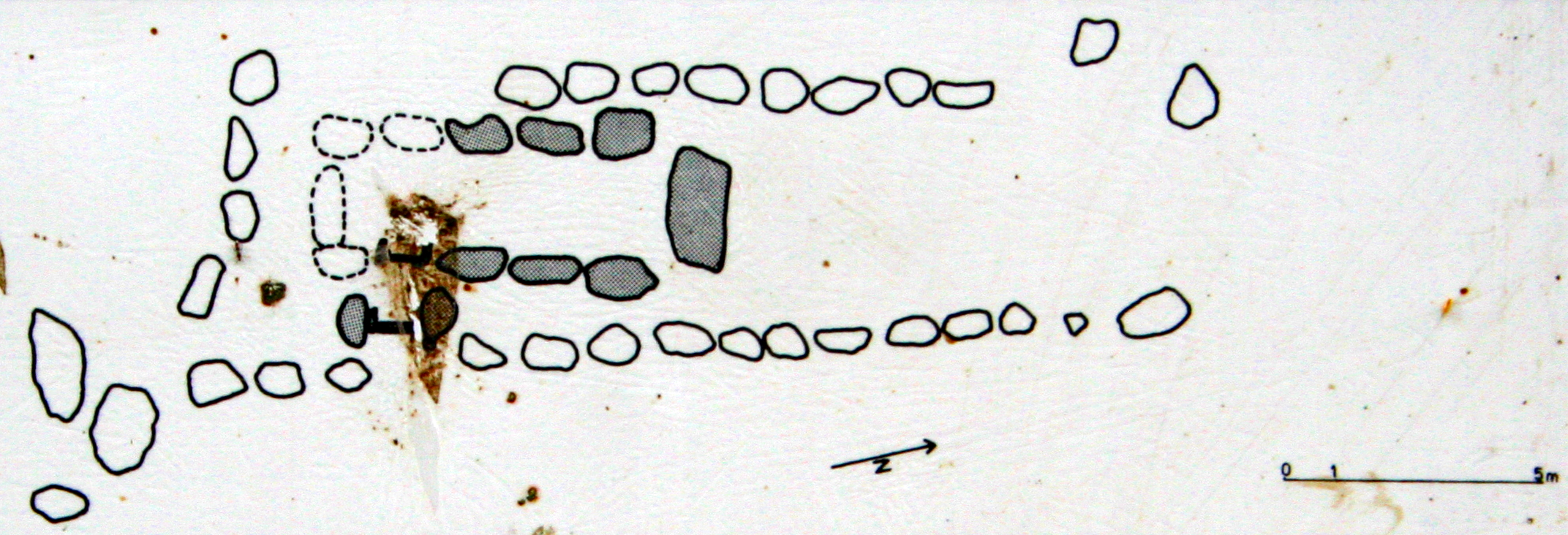
Grundriss des Grabes
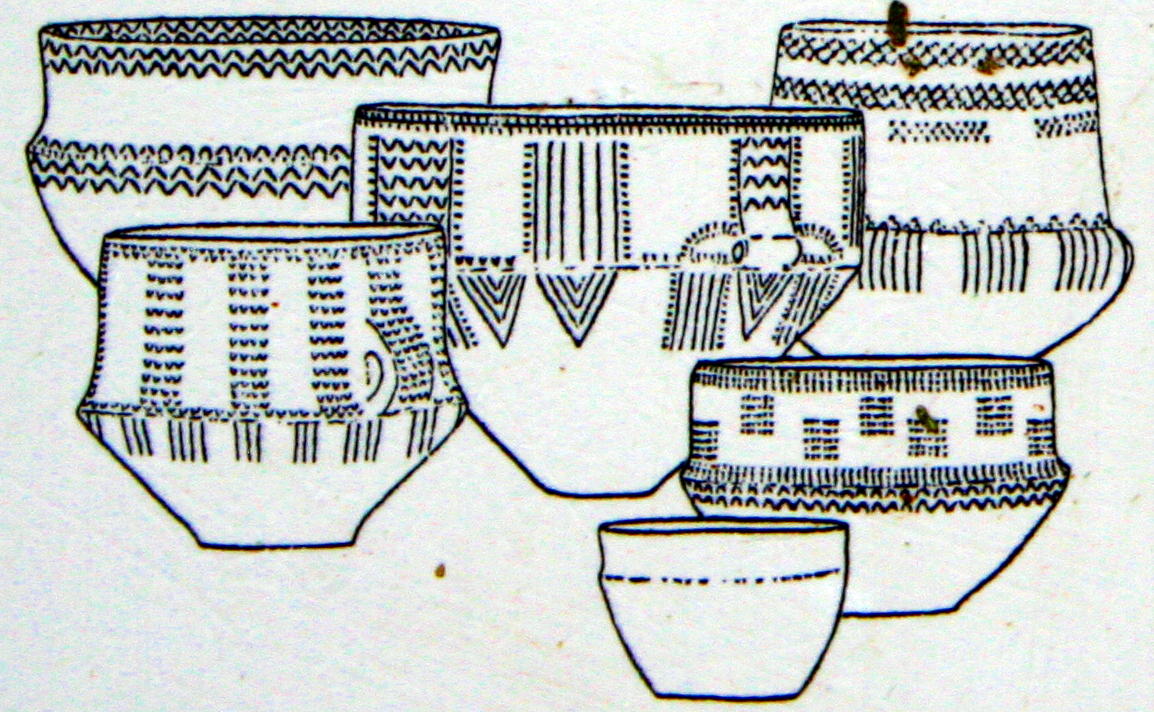
Keramik aus dem Grab
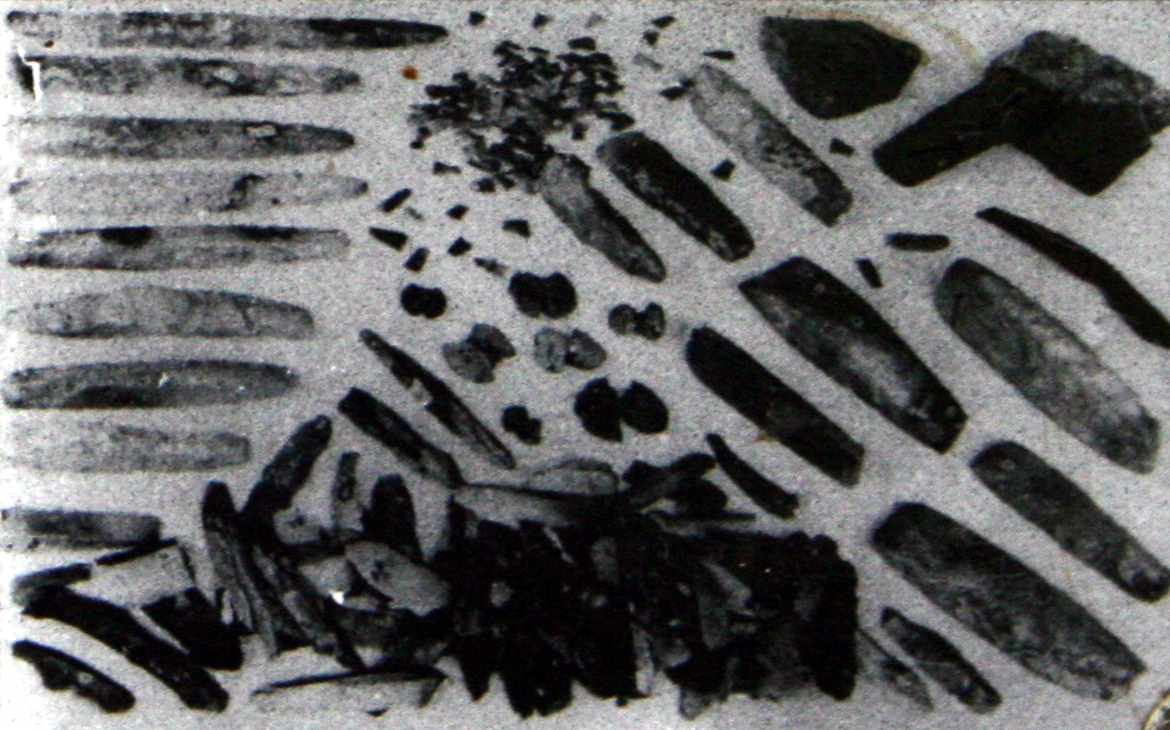
Fundstücke aus Feuerstein und Bernstein

#### Grab 4

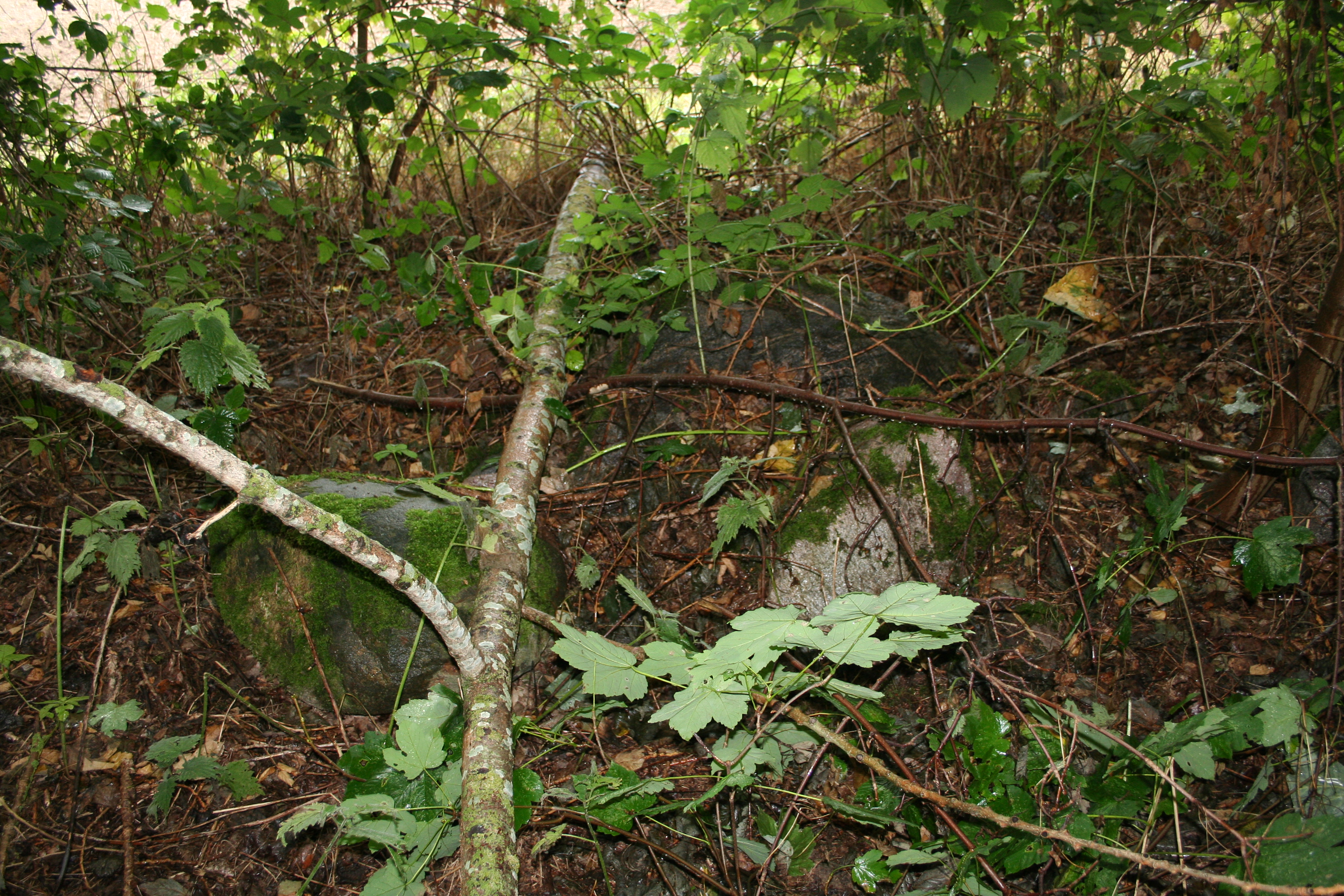
Die Grabkammer von Grab 4

Das Grab besitzt eine Hügelschüttung mit einer kleinen Grabkammer, bei der es sich wahrscheinlich um einen erweiterten Dolmen handelt. Die Kammer hat eine Länge von 2,2 m, eine Breite von 1,6 m und eine Höhe von 1 m. Eine Hälfte der Kammer mit einem Abschlussstein, den beiden angrenzenden Wandsteinen und einem Deckstein steht noch in situ. Fünf weitere Steine liegen umher.

### Das zerstörte Grab 2/3
Grab 2, das wohl mit Grab 3 identisch ist, war in der ersten Hälfte des 19. Jahrhunderts offenbar noch gut erhalten und bestand aus zahlreichen großen Steinen. In den 1860er Jahren wurden die Steine gesprengt und daraus ein Haus gebaut. Von den übrig gebliebenen Steinen wurde in den 1880er Jahren ein weiteres Haus in Zinnowitz errichtet.